# Eleição municipal de Itaboraí em 2024
A eleição municipal da cidade de Itaboraí em 2024 ocorreu no dia 6 de outubro (primeiro turno) com o objetivo de eleger um prefeito, um vice-prefeito e 11 vereadores responsáveis pela administração da cidade no mandato a se iniciar em 1° de janeiro de 2025 e com término em 31 de dezembro de 2028. O prefeito titular era Marcelo Delaroli, do PL. Conforme a legislação eleitoral, Delaroli esteve apto para disputar a reeleição.
No primeiro turno, realizado no dia 6 de outubro, Marcelo Delaroli, candidato pelo PL, foi reeleito com 116.813 votos (93,79% dos votos válidos), obtendo uma ampla vantagem sobre o segundo colocado, Dias do PT, candidato pelo PT, que adquiriu 7.732 (6,21%). Para a Câmara Municipal, o vereador mais votado da cidade foi João Delaroli, do PL, que obteve 10.487 votos (8,30% dos votos válidos).

## Calendário eleitoral
| Início        | Fim           | Atividades | Status    |
| ------------- | ------------- | --- | --------- |
| 7 de março    | 5 de abril    | Janela partidária para vereadores trocarem de partido visando concorrer às eleições sem perder o mandato. | Realizado |
| 6 de abril    | 6 de abril    | Data-limite para todas as legendas e federações partidárias obterem o registro dos estatutos no TSE e para todos os candidatos terem domicílio eleitoral na circunscrição em que desejam disputar as eleições com a filiação deferida pelo partido. | Realizado |
| 15 de maio    | 15 de maio    | Início da campanha de arrecadação prévia de recursos na modalidade de financiamento coletivo para pré-candidatos, sem realização de pedidos de voto e obedecendo a regras relativas à propaganda eleitoral na Internet.                             | Realizado |
| 20 de julho   | 5 de agosto   | Realização de convenções partidárias para deliberar sobre coligações e escolher candidatos às prefeituras e aos cargos de vereador. Os partidos têm até 15 de agosto para registrar os nomes na Justiça Eleitoral.                                  | Realizado |
| 16 de agosto  | 16 de agosto  | Início das campanhas eleitorais de forma igualitária, podendo qualquer publicidade ou manifestação com pedido explícito de voto antes da data ser considerada irregular e multada.                                                                  | Realizado |
| 30 de agosto  | 3 de outubro  | Veiculação da propaganda eleitoral gratuita no rádio e na televisão. | Realizado |
| 6 de outubro  | 6 de outubro  | Realização do primeiro turno das eleições municipais. | Realizado |
| 11 de outubro | 25 de outubro | Veiculação da propaganda eleitoral gratuita no rádio e na televisão para o segundo turno. | Realizado |
| 27 de outubro | 27 de outubro | Realização de um eventual segundo turno nas cidades com mais de 200 mil eleitores em que o candidato a prefeito mais votado não tenha atingido a metade mais um dos votos válidos.                                                                  | Realizado |

## Candidatos a prefeitura
| Nº | Prefeito  | Prefeito         | Prefeito          | Prefeito                                                                               | Vice-prefeito | Vice-prefeito | Vice-prefeito | Vice-prefeito     | Vice-prefeito                      | Coligação                                                                                            | Ref.        |
| Nº | Candidato | Candidato        | Partido Federação | Cargos relevantes                                                                      | Candidato     | Candidato     | Candidato     | Partido Federação | Cargo relevantes                   | Coligação                                                                                            | Ref.        |
| -- | --------- | ---------------- | ----------------- | -------------------------------------------------------------------------------------- | ------------- | ------------- | ------------- | ----------------- | ---------------------------------- | --- | ----------- |
| 13 |           | Dias do PT       | PT FE Brasil      | - Funcionário público aposentado e presidente municipal do PT                          |               |               | Mauro Animal  | PT FE Brasil      | - Outros                           | Itaboraí Pode Mais - FE Brasil (PT, PV e PCdoB) - Federação PSOL REDE - PDT - PSD - PSB              | [ 7 ] [ 8 ] |
| 22 |           | Marcelo Delaroli | PL                | - Deputado federal pelo Rio de Janeiro (2017–2019); - Prefeito de Itaboraí (2021–2024) |               |               | Elber Correa  | PP                | - Vereador de Itaboraí (2021–2024) | A Transformação Não Pode Parar - PL - PP - Agir - PRTB - Solidariedade - Republicanos - UNIÃO - PODE | [ 8 ] [ 9 ] |

### Desistências
- Zeidan (PT) - Deputada estadual do Rio de Janeiro (2015–presente). Retirou a candidatura em 10 de agosto por recomendações médicas, após anunciar a remoção de um tumor e o início de um tratamento.[10]

## Pesquisas pré-eleitorais
As pesquisas buscam analisar como seria o resultado da eleição se ela ocorresse no dia em que os dados dos entrevistados foram coletados, não tendo como objetivo pela porcentagem de confiança, prever o resultado final da eleição.

### Primeiro turno

#### Estimulada
| Fonte | Data(s) conduzida(s) | Amostragem | Delaroli PL      | Zeidan PT      | Abst. Indec. | Vantagem | Ref. |     |     |    |     |     |        |
| ----- | -------------------- | ---------- | ---------------- | -------------- | ------------ | -------- | ---- | --- | --- | -- | --- | --- | ------ |
| Fonte | Data(s) conduzida(s) | Amostragem | RealTime BigData | 23-24/Jul/2024 | Abst. Indec. | Vantagem | Ref. | 400 | 81% | 6% | 13% | 75% | [ 11 ] |

## Resultados

### Prefeito
| Candidato(a) a prefeito  | Candidato(a) a prefeito  | Candidato(a) a vice-prefeito | Primeiro turno 6 de outubro de 2024 | Primeiro turno 6 de outubro de 2024 |
| Candidato(a) a prefeito  | Candidato(a) a prefeito  | Candidato(a) a vice-prefeito | Total                               | Percentagem                         |
| ------------------------ | ------------------------ | ---------------------------- | ----------------------------------- | ----------------------------------- |
|                          | Marcelo Delaroli (PL)    | Elber Correa (PP)            | 116.813                             | 93,79%                              |
|                          | Dias do PT (PT)          | Mauro Animal (PT)            | 7.732                               | 6,21%                               |
| Total de votos válidos   | Total de votos válidos   | Total de votos válidos       | 124.545                             | 124.545                             |
| Votos apurados           |                          |                              |                                     |                                     |
| Votos válidos            | Votos válidos            | Votos válidos                | 121.869                             | 91,85%                              |
| Votos em branco          | Votos em branco          | Votos em branco              | 4.617                               | 3,40%                               |
| Votos nulos              | Votos nulos              | Votos nulos                  | 6.439                               | 4,75%                               |
| Total de votos apurados  | Total de votos apurados  | Total de votos apurados      | 135.601                             | 135.601                             |
| Eleitores                |                          |                              |                                     |                                     |
| Comparecimentos          | Comparecimentos          | Comparecimentos              | 135.601                             | 75,84%                              |
| Abstenções               | Abstenções               | Abstenções                   | 43.186                              | 24,16%                              |
| Total de eleitores aptos | Total de eleitores aptos | Total de eleitores aptos     | 178.787                             | 178.787                             |
| Total de seções: 489     |                          |                              |                                     |                                     |
| Fontes: TSE              |                          |                              |                                     |                                     |